# Nilsen Island
Nilsen Island ist eine kleine Insel vor der Südküste Südgeorgiens. Sie liegt 2,5 km westlich des nördlichen Teils der Nowosilski-Bucht.
Wissenschaftler der britischen Discovery Investigations kartierten sie in den 1930er Jahren. Der South Georgia Survey nahm im Zuge seiner von 1951 bis 1957 durchgeführten Vermessungskampagne eine eigene Kartierung vor. Das UK Antarctic Place-Names Committee benannte sie 1958 nach Nochart Nilsen (1894–unbekannt), Harpunier der Compañía Argentina de Pesca in Grytviken von 1939 bis 1940 und von 1946 bis 1948 sowie ab 1949 für einige Jahre tätig bei der South Georgia Whaling Company im Leith Harbor.